# Киселёва, Вера Николаевна
Вера Николаевна Киселёва (род. 26 июня 1957 года) — советская спортсменка, мастер спорта международного класса по прыжкам в воду, общественный деятель.
Президент Московского Общественного Фонда поддержки культуры и развития современного искусства (с 2004 года), основатель Арт-галереи «Киселёв». Куратор и организатор Московского Международного Фестиваля Искусств «Традиции и Современность» (с 2006 года), учредитель первой награды в области искусства премии «Вера» (с 2006 года).
В. Н. Киселёва является Членом Ассоциации женщин-предпринимателей России.

## Биография
1976—1980 — учёба в ГЦОЛИФК, специальность — тренер.
2000—2004 — учёба в Университете земледелия, юридический факультет, специальность — юрист.

## Спортивные достижения
Участница многих международных соревнований в странах: Италии, Греции, Англии, Бельгии, Голландии, Румынии, Венгрии, Германии.
- 6-кратная чемпионка г. Москвы в период с 1971 по 1976 годы,
- 5-кратная чемпионка СССР,
- Бронзовый призер международных соревнований «СССР-ГДР» в 1971 году,
- Чемпионка I-го неофициального чемпионата Мира в Бельгии в 1972 году,
- Серебряный призер неофициального чемпионата Мира в Бельгии в 1972 году,
- Бронзовый призер чемпионата Европы в Голландии в 1972 году,
- Серебряный призер международных соревнований в Будапеште в 1973 году,
- Чемпионка I-х Игр Молодежи в 1974 году.

В 2005 году Международный Благотворительный Фонд «Меценаты Столетия» наградил В. Н. Киселёву медалью «Честь и польза».
В 2008 году удостоена Орденом Петра Великого 1-й степени «За заслуги и большой личный вклад и за укрепление и развитие Государства Российского».
В 2011 году присвоено звание Почетного Члена Российской Академии Художеств.